# Secolul al XXIX-lea î.Hr.
(Secolul al XXXIII-lea î.Hr. - Secolul al XXXII-lea î.Hr. - Secolul al XXXI-lea î.Hr. - Secolul al XXX-lea î.Hr. - Secolul al XXIX-lea î.Hr. - Secolul al XXVIII-lea î.Hr. - Secolul al XXVII-lea î.Hr. - Secolul al XXVI-lea î.Hr. - Secolul al XXV-lea î.Hr. - Secolul al XXIV-lea î.Hr. - Secolul al XXIII-lea î.Hr. - Secolul al XXII-lea î.Hr. - Secolul al XXI-lea î.Hr. - Secolul al XX-lea î.Hr. - Secolul al XIX-lea î.Hr. - Secolul al XVIII-lea î.Hr. - Secolul al XVII-lea î.Hr. - alte secole)

Secolul al XXIX-lea î.Hr. a inceput in anul 2900  î.Hr. si  s-a incheiat in anul 2801  î.Hr.

## Evenimente

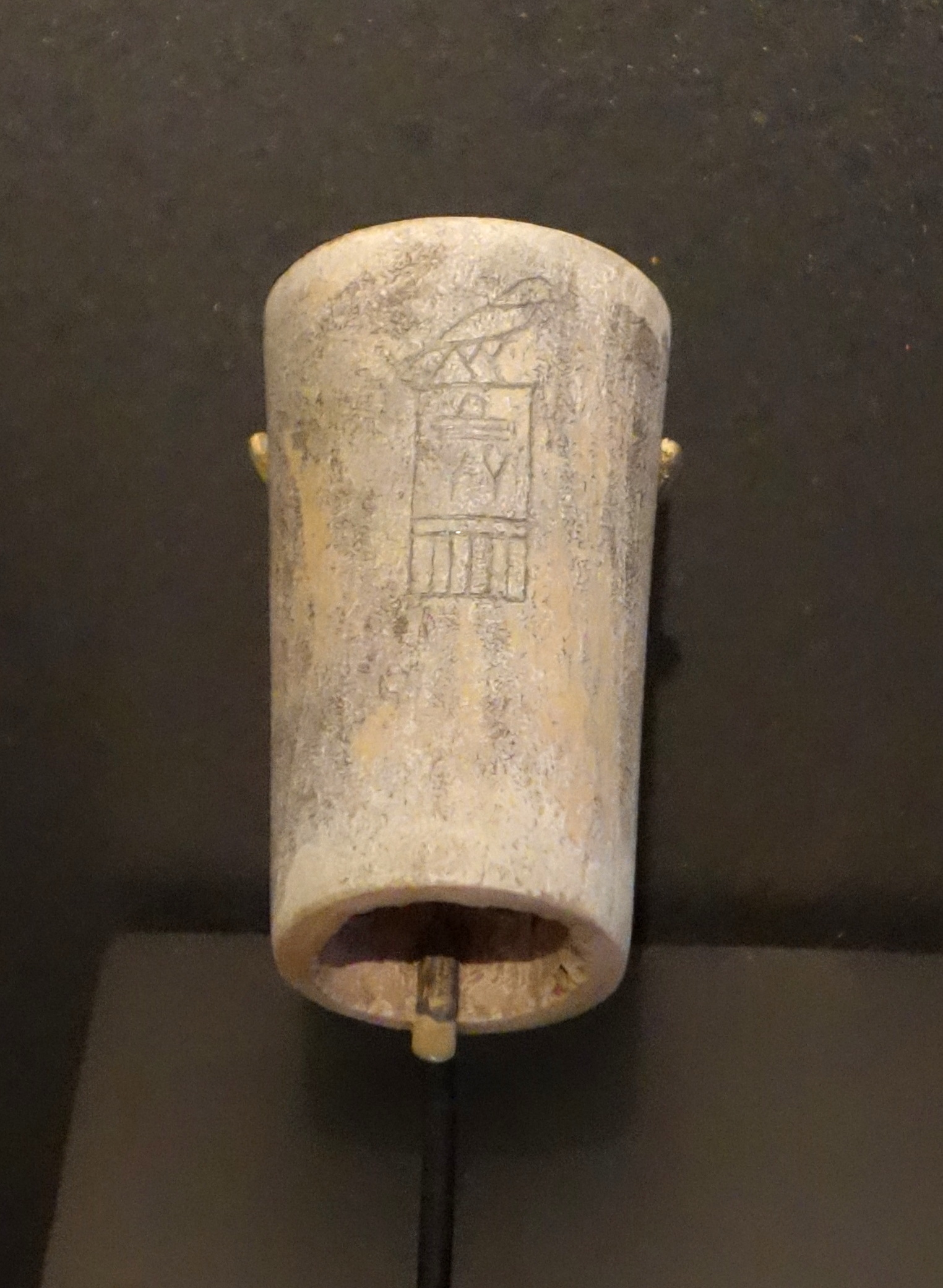
Cilindru ce inscria numele faraonului Hetepsekhemwy
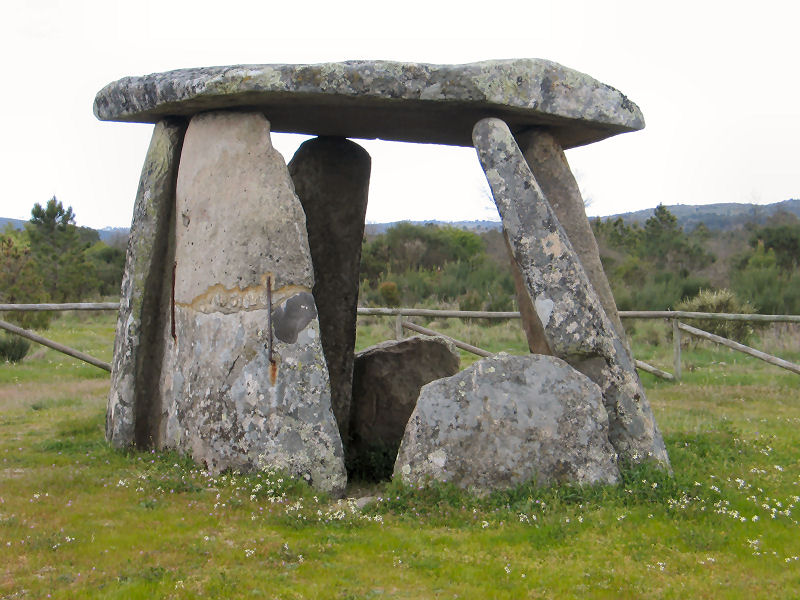
Dolmenul de la Matanca
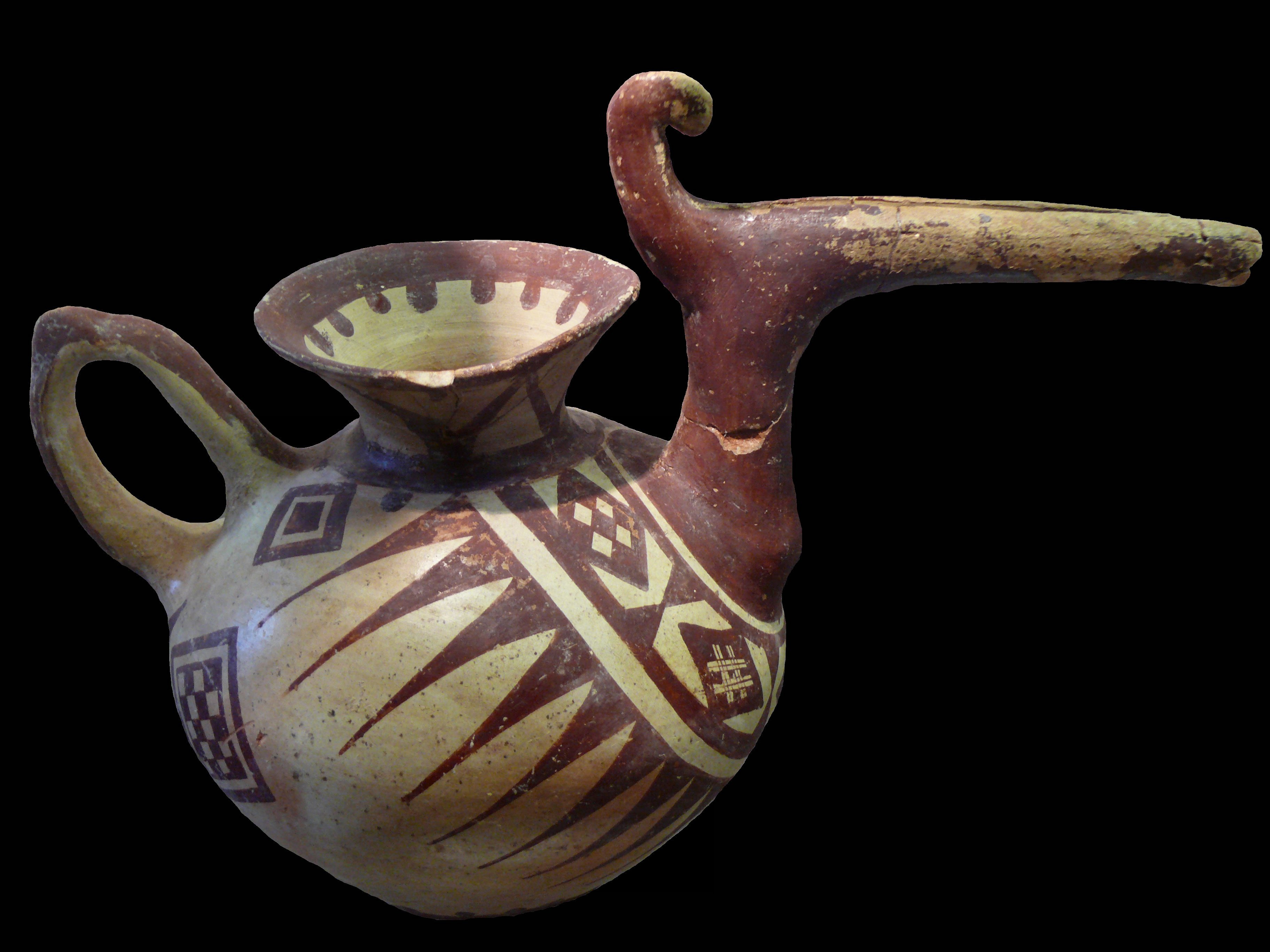
Vas de ceramica de la Tepe Sialk, Iran
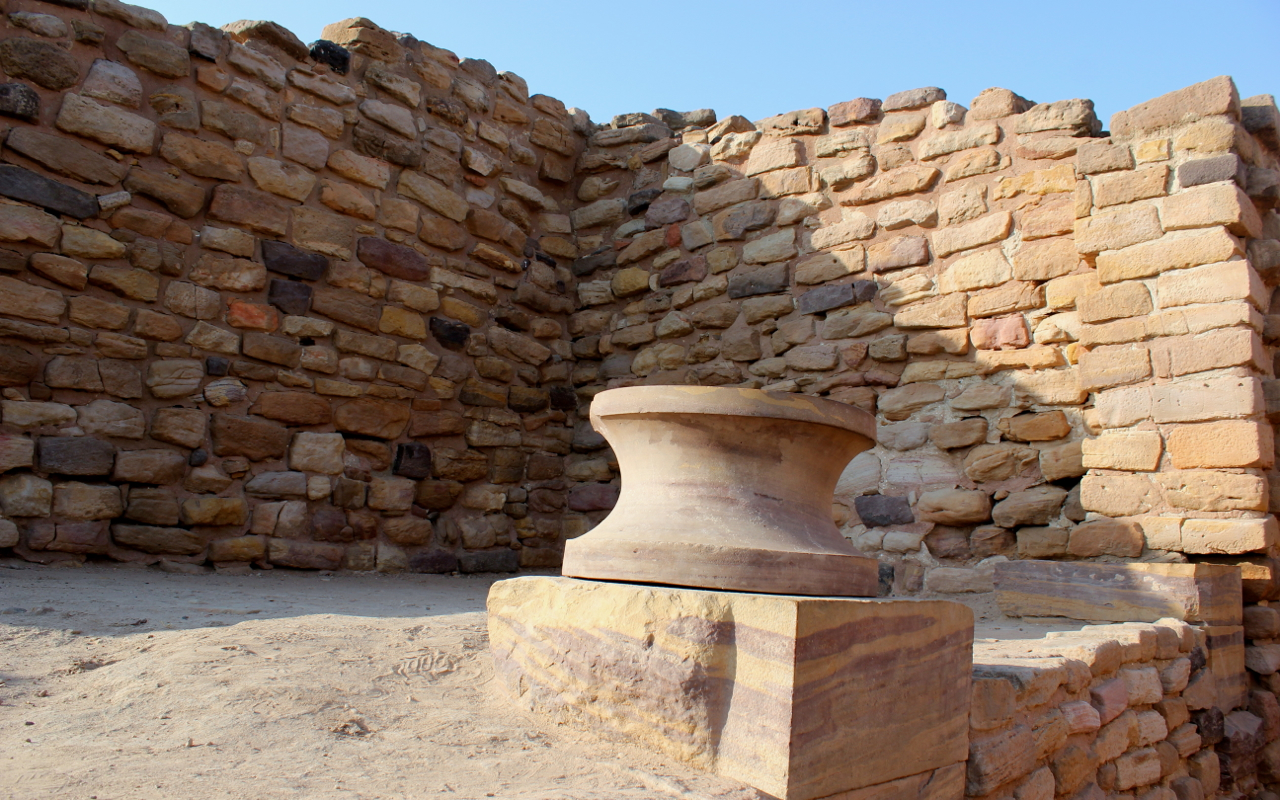
Roata olarului din Dholavira, Gujarat

- 2900 î.Hr. - 2400 î.Hr. : pictogramele sumeriene evoluează în fonograme
- 2897 î.Hr. : Hung Vuong a stabilit dinastia Hong Bang-ului în Vietnam
- 2890 î.Hr. : Egipt : Faraonul Qa'a a murit. Sfârșitul dinastiei I, începe a doua dinastie. Faraonul Hotepsekhemwy  începe  să domnească.
- 2880 î.Hr. : Germinarea celui mai străvechi arbore - Arborele Prometeu
- 2852 î.Hr. : începutul perioadei Celor Cinci Împărați Augusti în China.
- 2832 î.Hr. : germinarea estimativă a Arborelui Metusala, cel mai vechi organism viu cunoscut
- 2807 î.Hr. : un asteroid sau cometă  s-a prăbușit între Africa și Antarctica, în  timpul unei eclipse solare de pe 10 mai, pe baza unei analize de povestiri despre inundații, cauzând un eventual crater Burckle și Fenambosy Chevron.
- Ur devine unul dintre cele mai bogate orașe din Sumer

## Personalitati importante

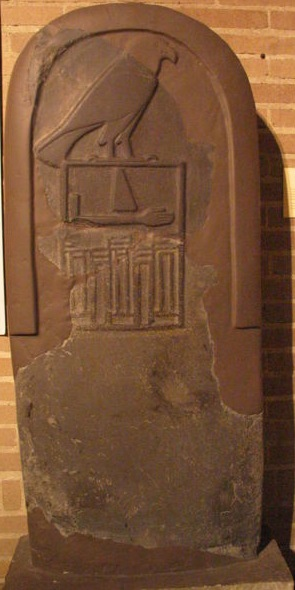
Faraonul Qa'a, ultimul faraon al primei dinastii
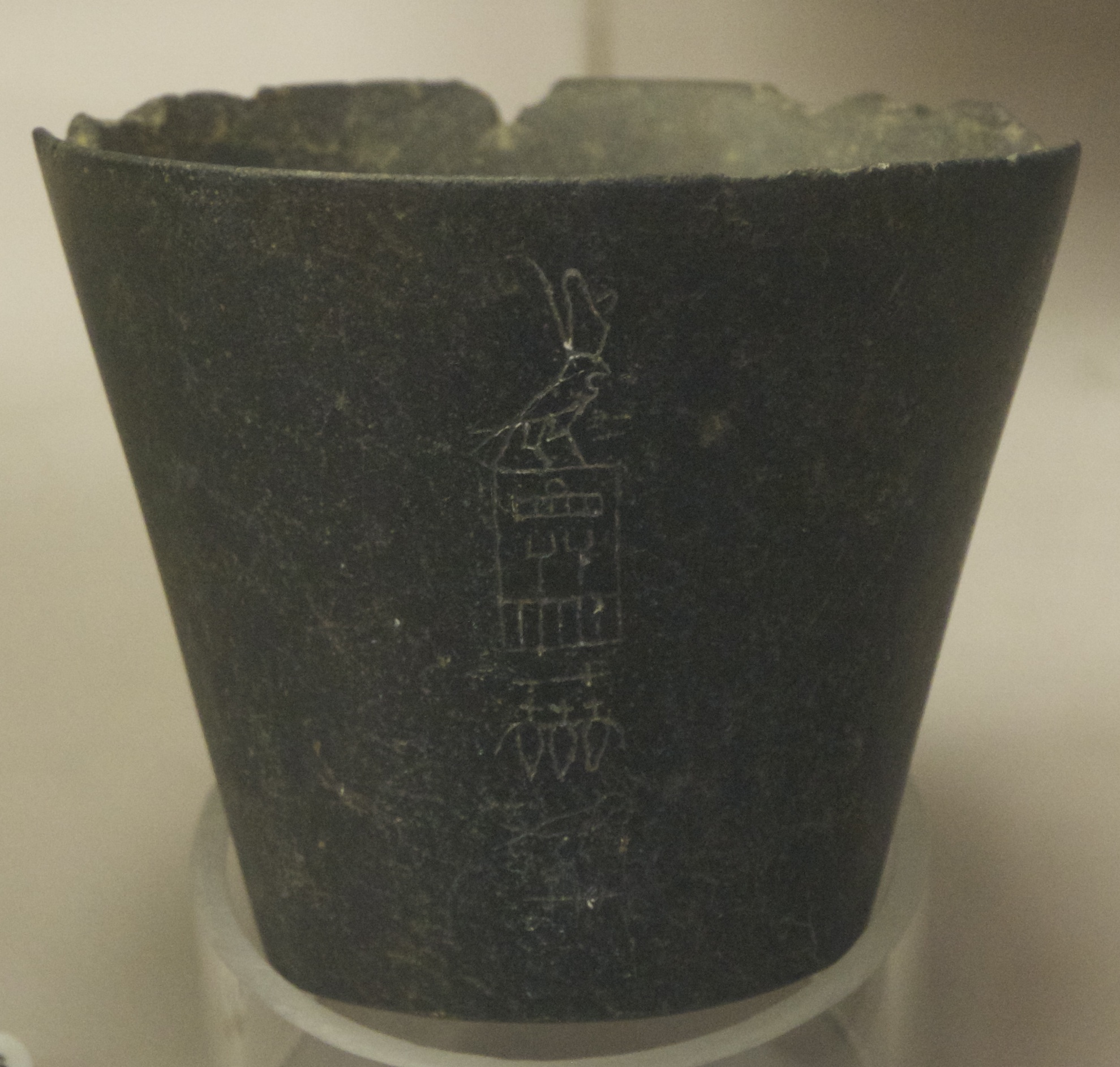
Faraonul Hotepsekhemwy
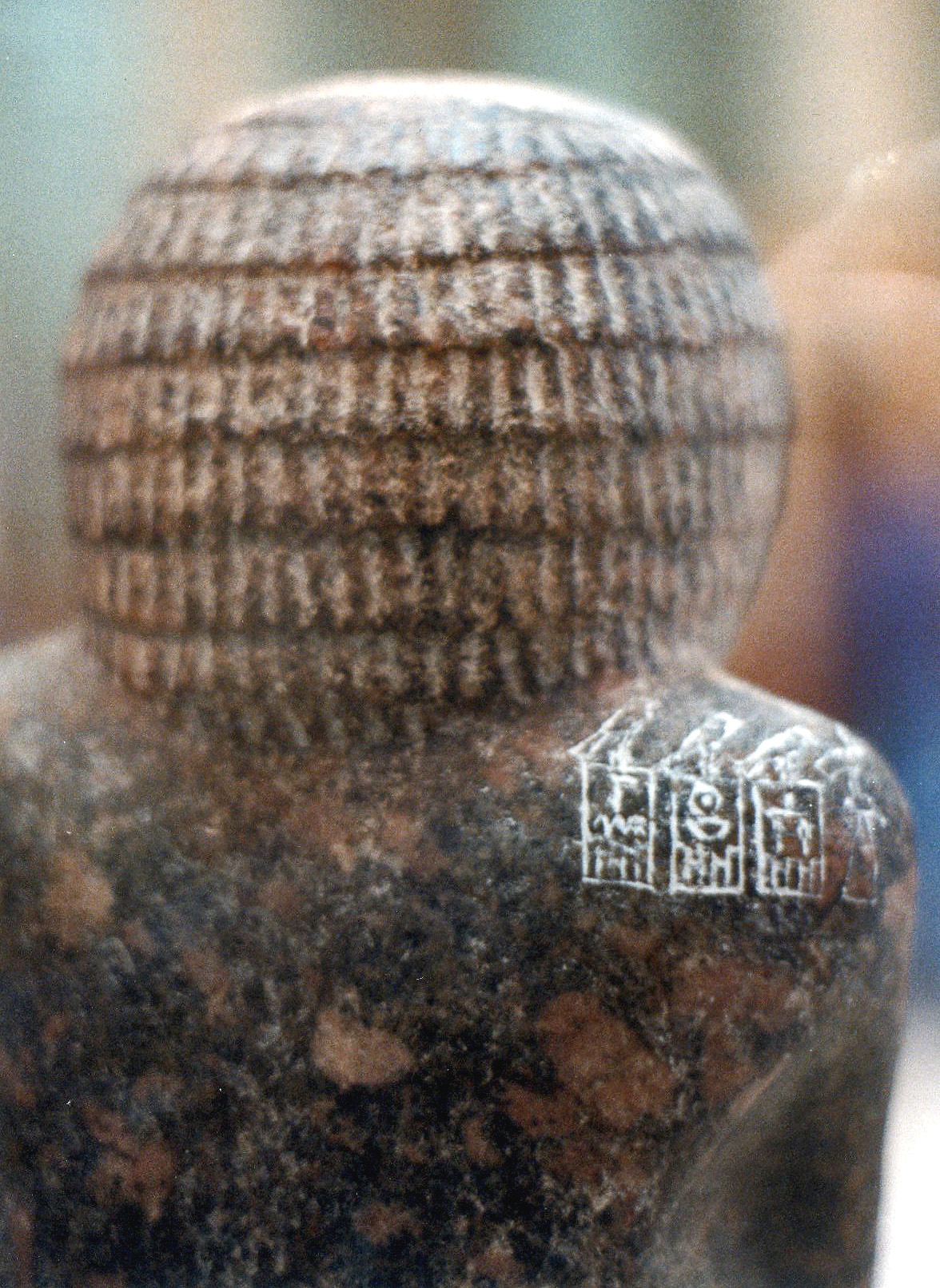
Faraonul  Nebra